# 托米·阿德耶米
托米·阿德耶米（Tomi Adeyemi，1993年8月1日—）是一位尼日利亚裔美国作家和創意寫作教练。她生於美國，父母是尼日利亞移民。她有约鲁巴人血統。她的著作曾登上紐約時報暢銷書榜榜首。2019年，她入选福布斯30位30歲以下精英榜。